# 大汗清真寺
大汗清真寺，是位于俄羅斯克里米亚共和国或乌克兰克里米亚自治共和国巴赫奇萨赖市的一座清真寺，属于巴赫奇萨赖汗宫的一部分。它是克里米亚最大的清真寺之一，也是王宫最早的建筑物之一。该寺由克里米亚汗沙希布·格来建于1532年，17世纪命名。

## 历史
这座清真寺由一个三通道的方形祈祷厅组成，上面覆盖着一个顶棚，两个对称的八角形叫拜楼高28米。学者争辩说，这座清真寺最初覆盖着各种大小的圆顶。
1736年，清真寺被大火烧毁，后来在塞拉梅塔·吉雷汗统治期间修复。